# حوش المغاربة
حوش المغاربة: أحد احواش المدينة المنورة القديمة، والتي ازيلت اثر توسعة الحرم النبوي ويقع مقابل حوش ميرمة من جهة الغرب ويصل بينهما زقاق السلطان.